# Filas
Filas (em grego: Φιλαί; romaniz.: Philaí; em latim: Philae) são duas pequenas ilhas situadas logo acima a oito quilômetros de Assuã (antiga Siene). Uma delas, que propriamente carrega o nome, é menor e não tem mais do que 1 250 pés ingleses. Foi importante centro de culto à deusa Ísis.